# Clostera lucida
Clostera lucida är en fjärilsart som beskrevs av Aurivillius 1921. Clostera lucida ingår i släktet Clostera och familjen tandspinnare. Inga underarter finns listade i Catalogue of Life.